# Ким Сон Э
Ким Сон Э (кор. 김성애; урождённая Ким Сон Пал (кор. 김성팔); 29 декабря 1924, провинция Пхёнан-Намдо, Генерал-губернаторство Корея — 23 сентября 2014, Канге, провинция Чагандо, КНДР) — северокорейский политик, вторая жена основателя КНДР Ким Ир Сена, Первая леди КНДР с 1963 по 1974 год.

## Биография
Ким Сон Пал родилась в конце 1924 года в провинции Южный Пхёнан. В 1948 году начала свою карьеру в качестве канцелярского работника в Министерстве национальной обороны, где впервые встретила Ким Ир Сена. Была нанята для работы помощником Ким Чен Сук, первой жены Ким Ир Сена. После её смерти в 1949 году Ким Сон Э начала управлять домашним хозяйством и домашней жизнью Ким Ир Сена. Во время Корейской войны она присматривала за Ким Чен Иром и Ким Кён Хи. Вышла замуж за Ким Ир Сена в 1952 году, хотя из-за войны официальной церемонии не проводилось. Один источник указывает, что у Ким Ир Сена был роман с ней ещё до того, как умерла его первая жена и Ким Ен Ир (р. 1955).
Со временем Ким Сон Э пришла к политической власти. С середины 1960-х и до середины 1970-х годов она, по сведениям некоторых источников, якобы обладала значительным политическим влиянием в КНДР. Поскольку пик её политической карьеры пришёлся примерно на тот же период, что и у Цзян Цин в Китае во время культурной революции, Чан Джин Сон называла Ким Сон Э «северокорейским зеркальным отражением Цзян Цин».
В 1965 году Ким Сон Э стала заместителем председателя Центрального комитета Лиги демократических женщин Кореи (KDWL), а в 1971 году возглавила организацию. В декабре 1972 года она стала членом Верховного народного собрания.
По словам Чан Джин Сона, Ким Сон Э стремилась сделать своего сына Ким Пхён Ила преемником супруга, оттеснив сына от первого брака Ким Чен Ира. В этом её якобы поддерживала часть северокорейской политической элиты, в том числе её брат Ким Кван Хоп и младший брат Ким Ир Сена Ким Ён Чжу, а противостояла фракция её пасынка Ким Чен Ира. Сообщается, что в 1970-х многие в партии стали считать её влияние чрезмерным. Параллельно с этим её пасынок Ким Чен Ир стал назначенным наследником Ким Ир Сена, и его фракция работала над тем, чтобы лишить её влияния окончательно. В 1976 году Ким Сон Э потеряла пост председателя женской организации КНДР, что лишило её канала связи с общественностью и фактически ограничило её власть. Как сообщается, Ким Сон Э, а также её деверь Ким Ён Чжу, который поддерживал её планы сделать наследником её сына вместо Ким Чен Ира, были помещены под домашний арест в 1981 году по желанию официального наследника Ким Чен Ира.
В 1993 году Ким Чен Ир восстановил её в должности председателя Социалистического союза женщин Кореи, но её положение было чисто символическим и номинальным, и в 1998 году она была смещена во второй раз. С 1998 года мало информации о ней достигало внешнего мира.
Ходят слухи, что она погибла в автокатастрофе в Пекине в июне 2001 года. В других сообщениях утверждалось, что по состоянию на июль 2011 года она была ещё жива, хотя и имела слабое здоровье, и что Ким Пхён Ир вернулся в Пхеньян из своей командировки в Польше, чтобы навестить её. В 2012 году в северокорейский перебежчик утверждал, что Ким Сон Э была объявлена сумасшедшей в начале 1990-х, ещё при жизни Ким Ир Сена, и с тех пор находилась под наблюдением психиатрической медсестры, фактически под домашним арестом.
Позже сообщалось, что она умерла в 2014 году, что было подтверждено Министерством объединения в декабре 2018 года.

## Награды
- 1971 — Орден Звезды Социалистической Республики Румыния (1-й степени)[10]
- 18 мая 1976 — Великий кавалер Национального ордена Мали[11].
- 1979 — Национальный орден Республики (Бурунди)[12]
- апрель 1982 — Орден Ким Ир Сена[13]